# Nematjan Zakirov
Nematjan Zakirov (1º gennaio 1962) è un allenatore di calcio ed ex calciatore kirghiso, di ruolo centrocampista.

## Palmarès

### Club
- Campionato kirghiso: 3

Alga Biškek: 1992
SKA-PVO Biškek: 2000, 2001